# Brucella melitensis
Brucella melitensis es una bacteria cocobacilar Gram negativa de la familia Brucellaceae. La bacteria causa la brucelosis ovina, junto con la Brucella ovis. Afecta principalmente a ovejas y cabras, pero también se han observado casos en bovinos, yaks, búfalos de agua, camellos bactrianos y dromedarios, alpacas, perros, caballos y cerdos. Los humanos pueden infectarse si tienen contacto con un animal infectado o sus subproductos. Los animales adquieren B. melitensis por transmisión venérea y contacto con la placenta, el feto, los fluidos fetales y las secreciones vaginales de animales infectados. El organismo se encuentra en la sangre, la orina, la leche y el semen. Es zoonótica, a diferencia de B. ovis, que causa fiebre de Malta o brucelosis localizada en humanos.

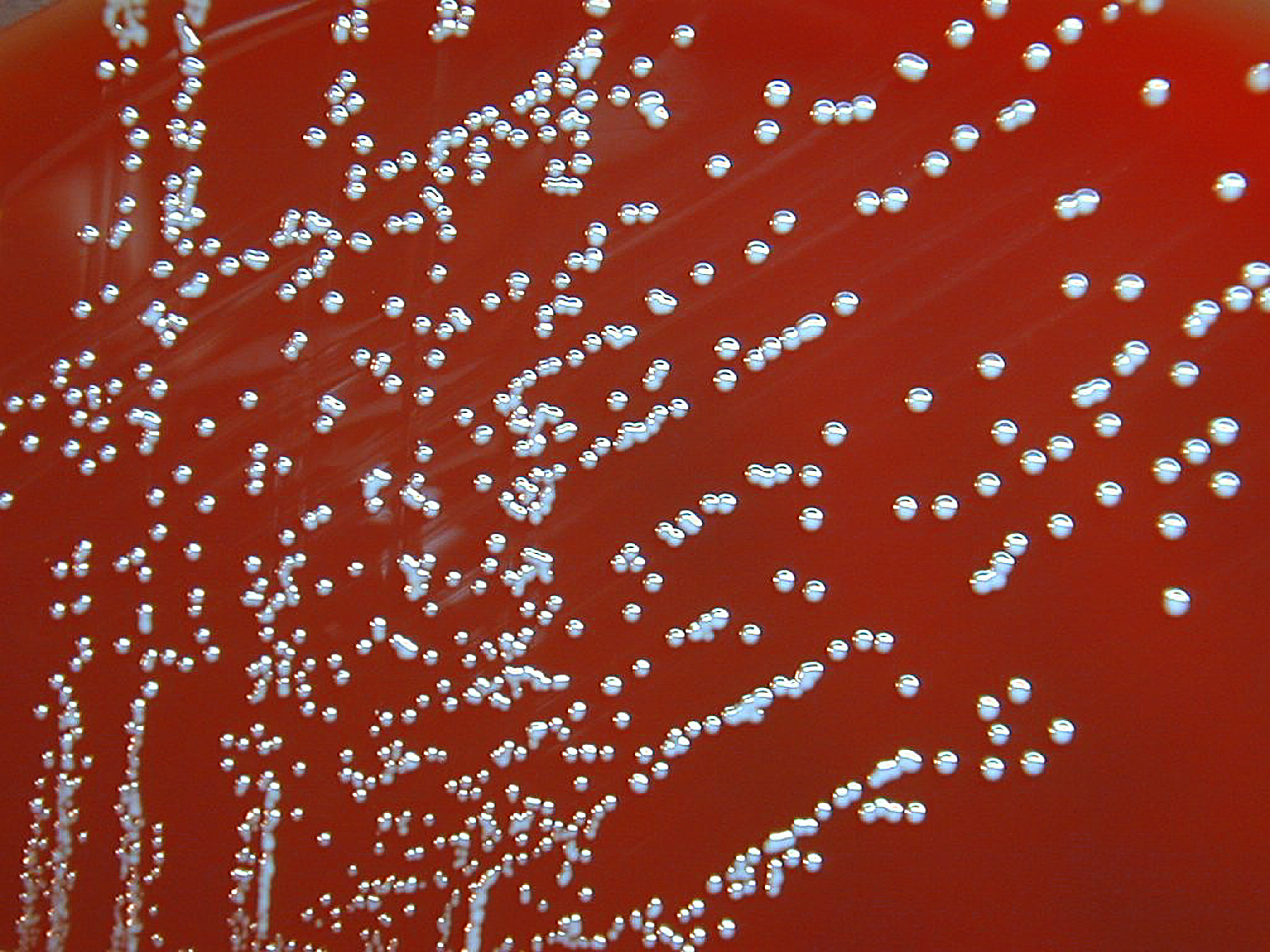
Colonias de Brucella melitensis creciendo en agar

## Manifestaciones clínicas
La bacteria provoca una inflamación grave del epidídimo, con formación de espermatoceles y adherencias fibrinosas. Esta enfermedad se conoce como brucelosis ovina, y es una enfermedad de declaración obligatoria en EE. UU. En cabras y ovejas, B. melitensis puede provocar abortos, mortinatos y crías débiles durante la primera gestación tras la infección del animal. La infección también puede reducir la producción de leche en al menos un 10%. La placenta también puede quedar retenida, y el animal puede sufrir flujo vaginal purulento. En los machos, la infección puede causar orquitis aguda y epididimitis, y a su vez infertilidad. También puede producirse artritis. La brucelosis puede confirmarse con la ayuda de lesiones post mortem en el aparato reproductor, las ubres y los ganglios linfáticos supramamarios. Aunque no son patognomónicos de la brucelosis, pueden ayudar a los ganaderos a determinar si sus rebaños están infectados.

## Transmisión

### En los animales
B. melitensis se transmite a los animales por contacto con la placenta, el feto, los fluidos fetales y el flujo vaginal de animales infectados.

### En humanos
B. melitensis puede transmitirse a los humanos a través de la ingestión de productos lácteos contaminados. También puede transmitirse a través de la inhalación del organismo o por contacto directo con secreciones de animales infectados.
La transmisión entre humanos es excepcionalmente rara y se produce a través de transfusiones de sangre, trasplantes de órganos y tejidos, contacto sexual y lactancia.

## Historia
Artículo principal: Brucelosis
En 1887, David Bruce aisló en Malta el Micrococcus melitensis a partir del bazo de un soldado que había muerto de brucelosis aguda.
El mecanismo de transmisión no se determinó hasta 1905, cuando Temi Żammit descubrió que las cabras aparentemente sanas podían infectar a los humanos con M. melitensis a través de su leche. El género Micrococcus pasó a llamarse Brucella en honor a David Bruce.
La bacteria fue detectada en un queso de 3200 años de antigüedad que se encontró en la Tumba de Ptahmose (visir) en 2010, por investigadores de la Universidad de Catania.